# Dante Bonfim Costa Santos
Dante Bonfim Costa Santos (født 18. oktober 1983), almindelig kendt som Dante, er en brasiliansk fodboldspiller, der spiller for den franske Ligue 1-klub OGC Nice og for det brasilianske fodboldlandshold. Tidligere har han blandt andet spillet mange år i Tyskland for henholdsvis Borussia Mönchengladbach, Bayern München og VfL Wolfsburg.

## Titler
Standard Liège
- Belgiske Pro League: 2007-08
- Belgische Super Cup: 2008

FC Bayern München
- DFL-Supercup: 2012
- 1. Fußball-Bundesliga: 2012-13 og 2013-14
- UEFA Champions League: 2012-13
- UEFA Super Cup (1): 2013
- DFB-Pokal: 2012-13 og 2013-14

Brasilien
- FIFA Confederations Cup: 2013